# Eleições parlamentares iugoslavas de 1978
As eleições parlamentares foram realizadas na Iugoslávia entre 10 de março e 10 de maio de 1978 por meio de um complicado sistema de delegados que selecionava delegados para assembleias locais, republicanas e federais. 

## Antecedentes
As eleições foram as segundas realizadas sob a nova constituição adotada em 31 de janeiro de 1974. Previa uma Assembleia bicameral com uma Câmara Federal de 220 membros e uma Câmara das Repúblicas e Províncias de 88 membros.  

## Sistema eleitoral
Os membros da Câmara Federal representavam três grupos: organizações autogestionárias, comunidades e organizações sociopolíticas. Trinta membros foram eleitos de cada uma das seis repúblicas e 20 das duas províncias autónomas, Kosovo e Voivodina. 
Em março, os eleitores elegeram representantes de organizações trabalhistas básicas. Estes, por sua vez, elegeram as Assembleias Comunitárias no início de abril. As Assembleias Comunais elegeram então os membros da Câmara Federal. 
Os membros da Câmara das Repúblicas foram eleitos pelas Assembleias das seis repúblicas e províncias, com cada república elegendo 12 membros e Kosovo e Voivodina elegendo oito cada. Os membros foram eleitos num período que terminou em 10 de maio. 

### Assembleias das Repúblicas e Provinciais, Abril
Em abril e maio, as sessões inaugurais de todas as três câmaras das assembleias das repúblicas e províncias se reuniram pela primeira vez e elegeram os presidentes de todos os seus órgãos. 
| República            | Presidente da Assembleia | Presidente da Assembleia | Partido |
| -------------------- | ------------------------ | ------------------------ | ------- |
| Bósnia e Herzegovina |                          | Niko Mihaljević          | SKJ     |
| Croácia              |                          | Jure Bilic               | SKJ     |
| Macedônia            |                          | Blagoja Taleski          | SKJ     |
| Montenegro           |                          | Budislav Soškić          | SKJ     |
| Sérvia               |                          | Dušan Čkrebić            | SKJ     |
| Eslovênia            |                          | Milão Kučan              | SKJ     |
| Voivodina            |                          | Vilmos Molnar            | SKJ     |

### Presidências e Conselhos Executivos da República, Abril
| República            | Presidente da Presidência | Presidente da Presidência | Posse             | Partido | Presidente do Conselho Executivo | Presidente do Conselho Executivo | Posse               | Partido |
| -------------------- | ------------------------- | ------------------------- | ----------------- | ------- | -------------------------------- | -------------------------------- | ------------------- | ------- |
| Bósnia e Herzegovina |                           | Raif Dizdarević           | Abril de 1978     | SKJ     |                                  | Milanko Renovica                 | Abril de 1978       | SKJ     |
| Croácia              |                           | Jakov Blažević            | Maio de 1978      | SKJ     |                                  | Petar Fleković                   | 9 de maio de 1978   | SKJ     |
| Macedônia            |                           | Vidoe Smilevski           | Maio de 1978      | SKJ     |                                  | Blagoj Popov                     | Abril de 1978       | SKJ     |
| Montenegro           |                           | Veljko Milatović          | Abril de 1978     | SKJ     |                                  | Momčilo Cemović                  | 28 de abril de 1978 | SKJ     |
| Sérvia               |                           | Dobrivoje Vidić           | 5 de maio de 1978 | SKJ     |                                  | Ivan Stambolić                   | 6 de maio de 1978   | SKJ     |
| Eslovênia            |                           | Sergej Kraigher           | Maio de 1978      | SKJ     |                                  | Anton Vratuša                    | Abril de 1978       | SKJ     |

### Assembleia convocada, 15 de maio
Em 15 de maio, uma sessão conjunta de ambas as câmaras da Assembleia se reuniu pela primeira vez e elegeu os presidentes de todos os órgãos. 
| Cargo                                              | Oficial | Oficial            | Posse              | Partido | Representação        |
| -------------------------------------------------- | ------- | ------------------ | ------------------ | ------- | -------------------- |
| Presidente da Assembleia                           |         | Dragoslav Marković | 15 de maio de 1978 | SKJ     | Sérvia               |
| Vice-presidente da Assembleia                      |         | Kiro Hadži-Vasilev | 15 de maio de 1978 | SKJ     | Macedônia            |
| Vice-presidente da Assembleia                      |         | Sinan Hasani       | 15 de maio de 1978 | SKJ     | Kosovo               |
| Vice-presidente da Assembleia                      |         | Rudi Kolak         | 15 de maio de 1978 | SKJ     | Bósnia e Herzegovina |
| Vice-presidente da Assembleia                      |         | Sreten Kovačević   | 15 de maio de 1978 | SKJ     | Voivodina            |
| Vice-presidente da Assembleia                      |         | Ivan Kukoč         | 15 de maio de 1978 | SKJ     | Croácia              |
| Presidente do Conselho Federal                     |         | Dobroslav Ćulafić  | 15 de maio de 1974 | SKJ     | Montenegro           |
| Presidente do Conselho das Repúblicas e Províncias |         | Zoran Polič        | 15 de maio de 1978 | SKJ     | Eslovênia            |

### Conselho Executivo Federal eleito, 17 de maio
Em 16 de maio, um novo Conselho Executivo Federal foi eleito, com Veselin Đuranović atuando como presidente. 